# Giovanni Selzer
Giovanni Selzer (* 4. August 1973 in Frankfurt am Main)
ist ein deutscher Kickboxer. Er wurde zwischen 2010 und 2012 unter dem Training der Brüder Mirdi Limani und Lindi Limani dreimal Deutscher Meister, zweimal Vizeeuropameister und zweimal Weltmeister der ISKA.

## Sportlicher Lebenslauf
Selzer begann im Alter von 14 Jahren mit dem Taekwondo im Taekwondo Club Frankfurt e.V. Aufgrund einer Verletzung musste er jedoch aufgeben. Er machte daher eine Pause von mehreren Jahren, bis er im Jahr 2004 einen Neuanfang in der Frankfurter Kampfsportschule Limani Gym startete. Von Anfang an waren die Brüder Mirdi und Lindi Limani von seinem Talent überzeugt und bildeten ihn nach ihren Vorstellungen aus. Im Jahr 2010 wurde Selzer in die deutsche Nationalmannschaft berufen. Seine größten sportlichen Erfolge waren die zwei gewonnenen ISKA Weltmeisterschaften 2012.

## Erfolge
- 2011: Süddeutscher Meister (ISKA) Cruisergewicht (Windsbach, Deutschland)
- 2011: Deutscher Meister (ISKA) Cruisergewicht (Stuttgart, Deutschland)
- 2012: Deutscher Meister (ISKA) Mittelgewicht (Neuendettelsau, Deutschland)
- 2011: ISKA Vizeeuropameister Mittelgewicht (Jesolo, Italien)
- 2012: ISKA Weltmeister Mittelgewicht (Valkenburg aan de Geul, Niederlande)

## Auszeichnungen
- Aufnahme in die Munich Hall of Fame in der Kategorie Competitor of the Year (2011, 2012)[2]